# Absalon-Klasse
Die Absalon-Klasse ist eine Klasse von Fregatten, die von der dänischen Marine seit 2004 eingesetzt wird. Die zwei Schiffe wurden von Odense Staalskibsværft in Odense gebaut und waren bis 2020 als Kommando- und Unterstützungsschiffe klassifiziert. Namensgeber des Typschiffs ist der Bischof und Heerführer Absalon von Lund.

## Geschichte
Die beiden Schiffe der dänischen Marine wurden 2004 und 2005 in Dienst gestellt. Die Waffensysteme wurden erst nach und nach bis 2008 installiert. Dabei wurde nur das Bordgeschütz in Odense installiert, während alle anderen Systeme von der Marine in Korsør selbst eingebaut wurden. Die Schiffe sind seit ihrer Indienststellung vorwiegend im internationalen Einsatz unterwegs.
Um die Zusammenarbeit mit anderen Seestreitkräften zu vereinfachen, wurden beide Schiffe am 19. Oktober 2020 in ASW-Fregatten umklassifiziert. Dementsprechend änderten sich die Schiffskennungen von L16 / L17 zu F341 / F342, also von amphibischen Kampfschiffen zu Fregatten.

## Technik
Die ursprünglich etwas ungewöhnlich klassifizierten Schiffe der Absalon-Klasse werden auch als „Flexible Unterstützungsschiffe“ oder „Kampfunterstützungsschiffe“ bezeichnet. Sie basieren auf einem Fregatten-Design mit einem Mehrzweckdeck, das über eine Verladerampe verfügt. Auf dem Schiff befinden sich ein Kommunikationssystem und Räumlichkeiten für einen Stab von bis zu 70 Personen. 130 weitere Personen können in Containern auf dem Mehrzweckdeck untergebracht werden. Das Schiff kann so auch zur Anlandung und Führung von Bodentruppen genutzt werden. Das Mehrzweckdeck kann auch zum Legen von bis zu 300 Minen oder für Minensuchoperationen verwendet werden. Darüber hinaus kann das Deck als Feldlazarett oder zum Transport von Containern oder bis zu 55 Fahrzeugen inklusive 7 Kampfpanzern genutzt werden.
Darüber hinaus können die Schiffe zwei Landungsboote Typ SRC90E und zwei mittelschwere Helikopter mitführen. Das Landedeck bietet darüber hinaus Platz für Helikopter mit bis zu 20 t.
Im Rahmen der Umklassifizierung zu ASW-Fregatten im Oktober 2020 erhalten beide Schiffe ein Schleppsonar mit großer Reichweite. Die Bekämpfung georteter U-Boote erfolgt primär mit den beiden Bordhubschraubern vom Typ Sea Hawk, im Nahbereich auch mit schiffsgetragenen Torpedos. Die Einrüstung des Schleppsonars soll auf beiden Schiffen bis 2026 erfolgt sein.

## Einheiten
| Kennung | Schiff       | Namensgeber      | Kiellegung        | Stapellauf       | In Dienst        | Rufzeichen |
| ------- | ------------ | ---------------- | ----------------- | ---------------- | ---------------- | ---------- |
| F341    | Absalon      | Absalon von Lund | 28. November 2003 | 25. Februar 2004 | 19. Oktober 2004 | OUFA       |
| F342    | Esbern Snare | Esbern Snare     | 24. März 2004     | 21. Juni 2004    | 18. April 2005   | OUFB       |

## Bilder

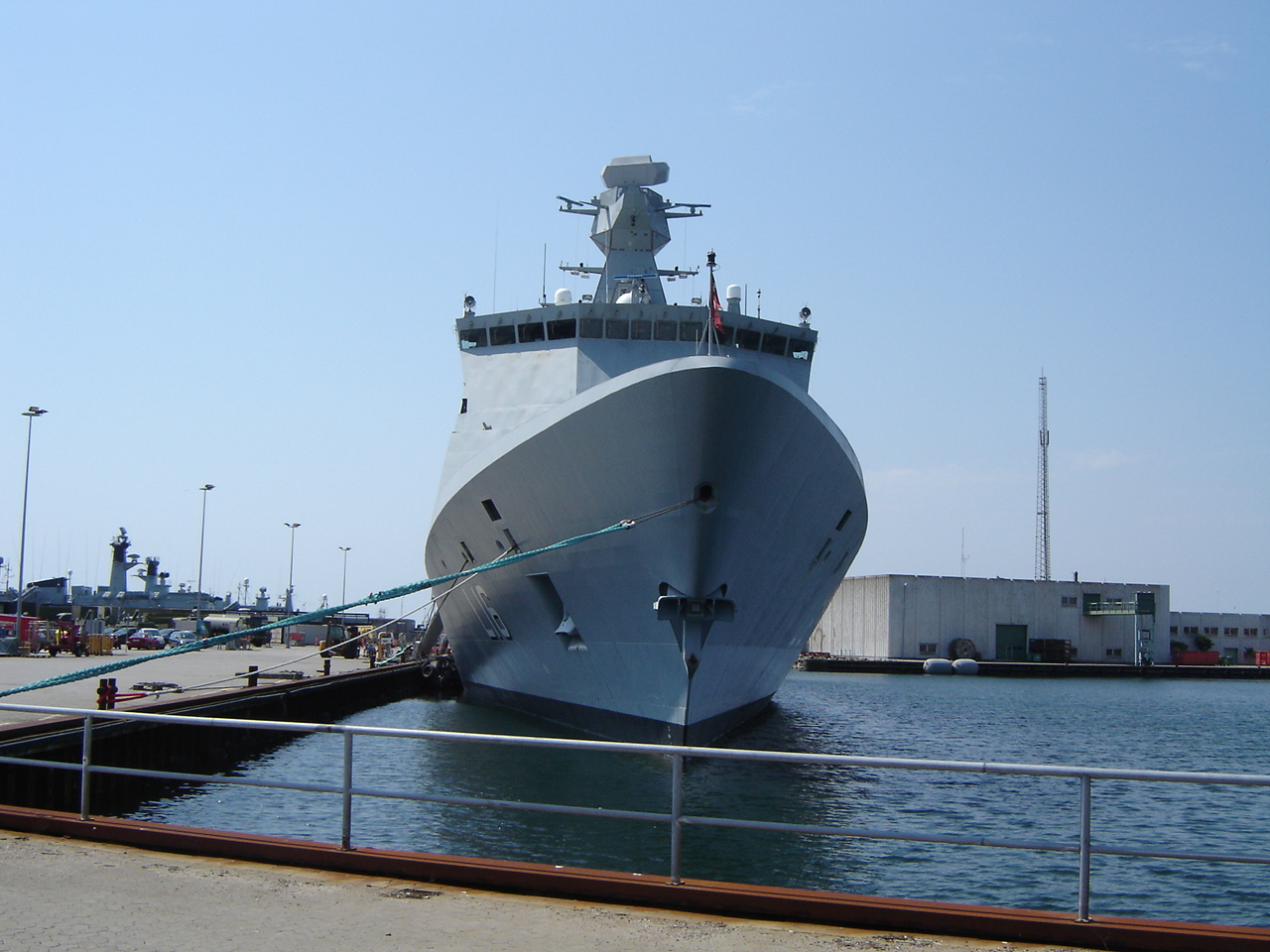
Absalon, Bugansicht
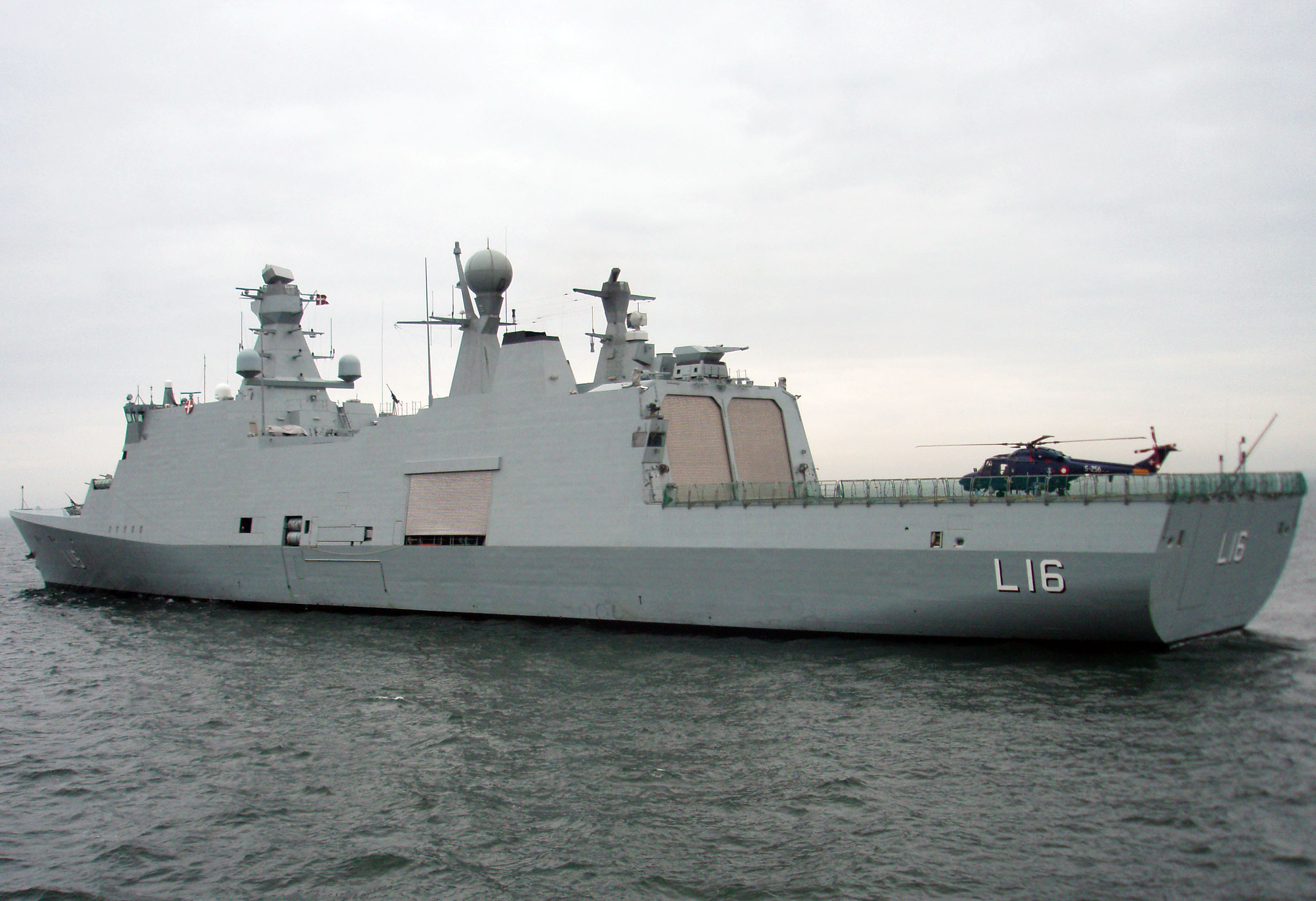
Absalon mit Lynx-Hubschrauber
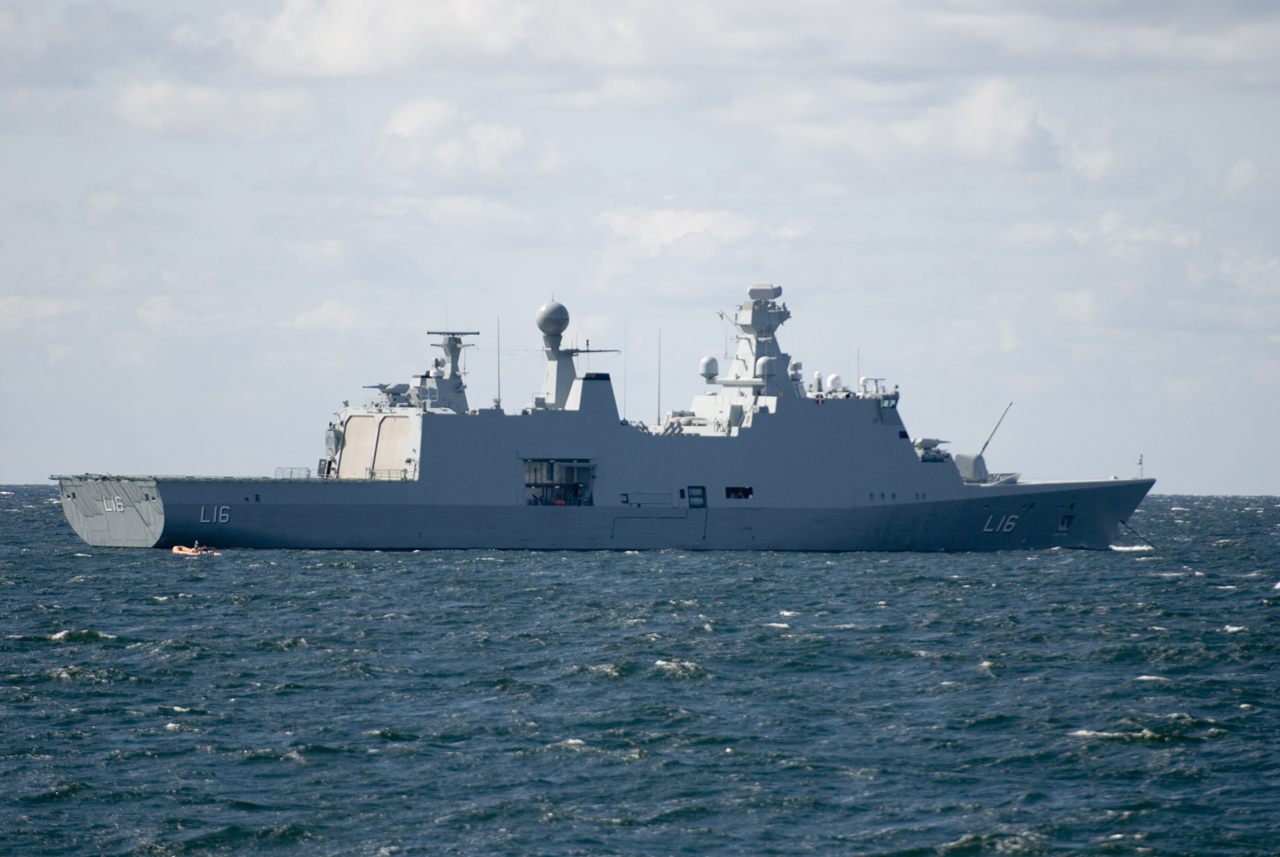
Absalon mit geöffnetem Zugang zum Mehrzweckdeck
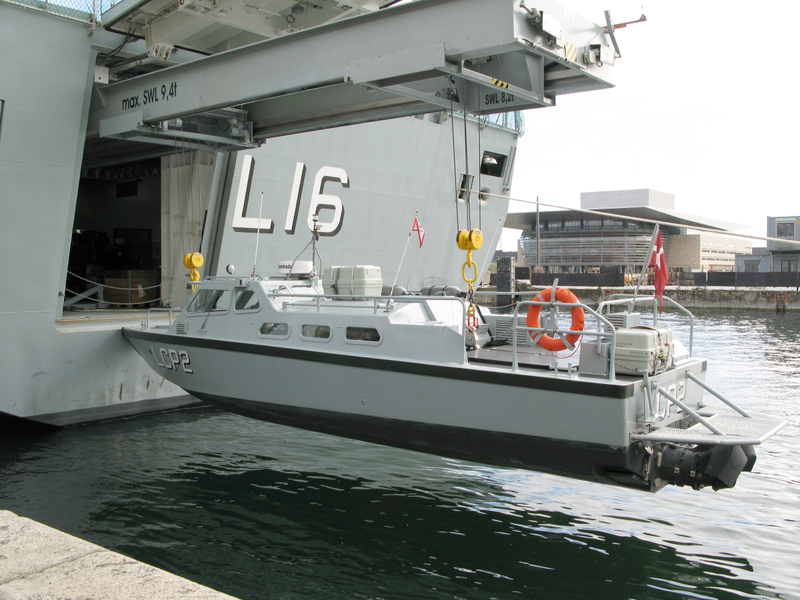
Absalon mit Storebro Stridsbåt 90E-Landungsboot
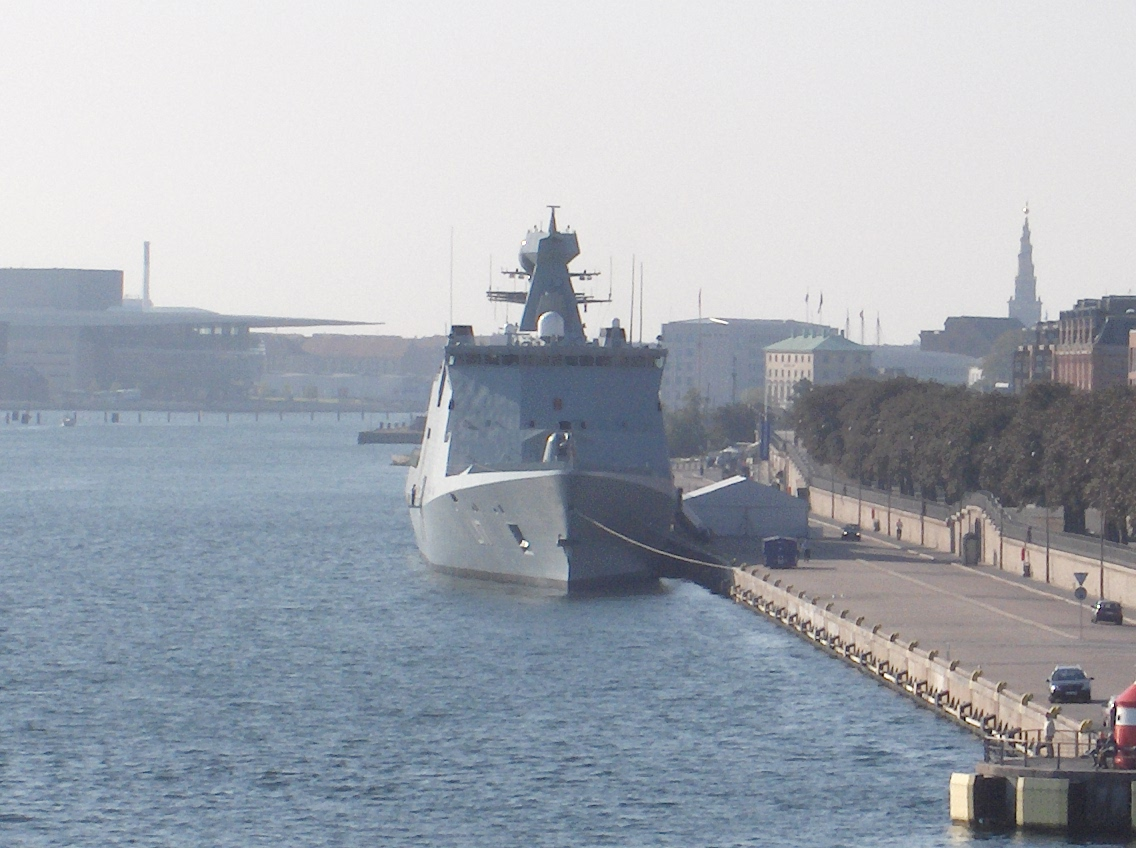
Esbern Snare in Kopenhagen, 21. September 2006
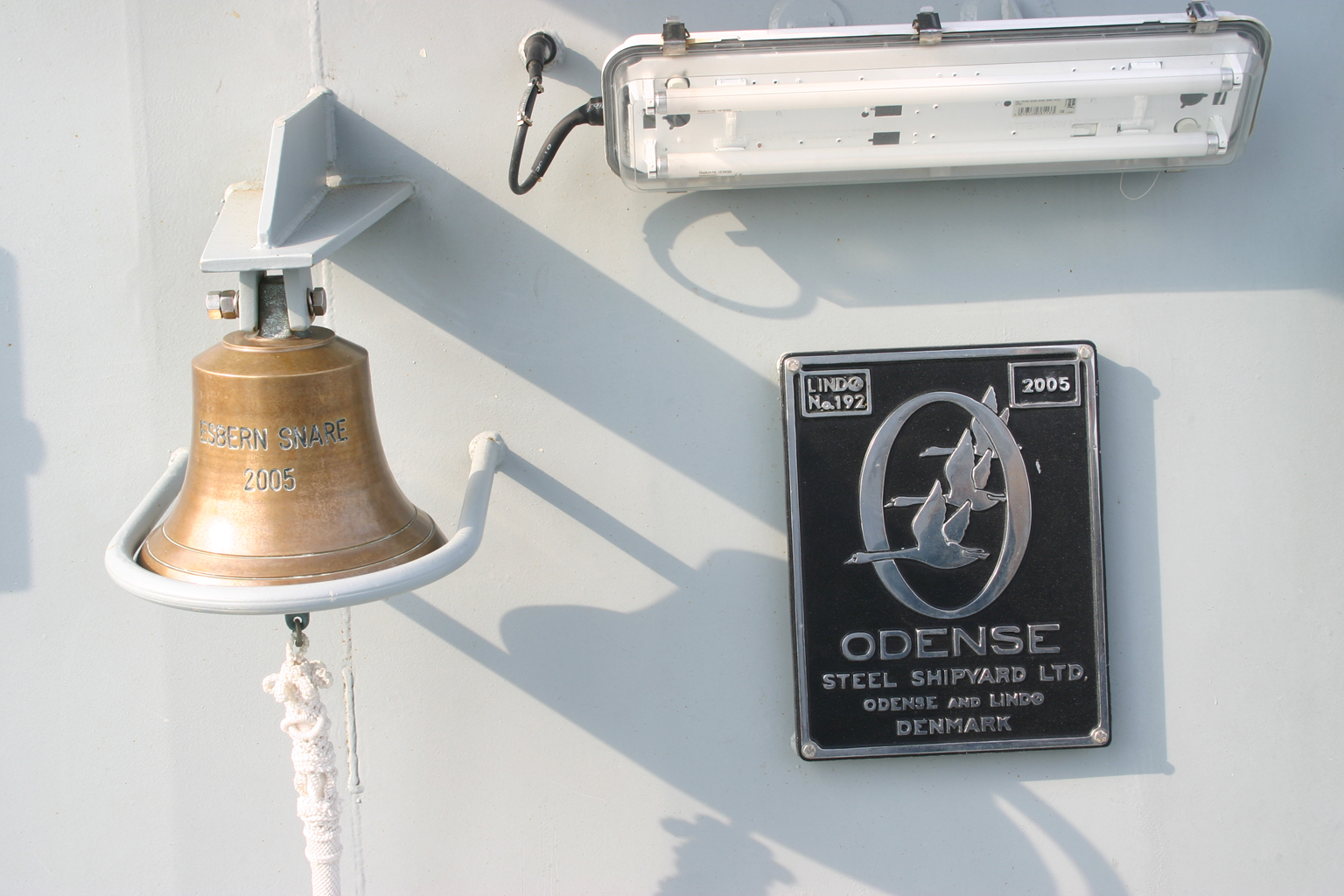
Esbern Snare, Schiffsglocke und Typschild